# Nusplinger Hütte
Die Nusplinger Hütte auf der Schwäbischen Alb war ein am Wochenende bewirtschaftetes Wanderheim des Schwäbischen Albvereins. Am 18. Juli 2025 wurde die Ortsgruppe offiziell aufgelöst. Bereits im Vorfeld, im Jahr 2024, entstand der neue Verein Hütten- und Wanderfreunde Nusplingen, der die „Nusplinger Hütte“ ab 2025 von der Gemeinde gepachtet hat. Der neue Verein setzt auf Eigenständigkeit, lokale Verwurzelung und bewährte Werte: Gemeinschaft, Ehrenamt und Naturverbundenheit. Der Regionalweg Süd-West (Donau–Heuberg) des Martinuswegs von Sigmaringendorf nach Hechingen führt an der Hütte vorbei. In der Nähe der Hütte verläuft der Jakobsweg Via Beuronensis von Tübingen nach Konstanz. An der Nusplinger Hütte beginnt die Nusplinger Loipe, die im Verbund mit der Schwenninger Loipe als Skiloipe Großer Heuberg gekennzeichnet ist.

## Lage
Die Hütte liegt auf 890 m an der Talkante des Bäratals hoch über Nusplingen im Zollernalbkreis. Sie befindet sich an der Straße von Nusplingen nach Schwenningen (Heuberg). Das Wanderheim eignet sich als Stützpunkt für Wanderungen und Radfahrten auf dem Großen Heuberg, im Oberen Donautal, im Bäratal und auf der Südwestalb.

## Geschichte
1931 wurde am Ort der heutigen Nusplinger Hütte bereits von der Ortsgruppe Nusplingen des Schwäbischen Albvereins eine Schutzhütte errichtet. Das heutige Wanderheim wurde 1970 in ehrenamtlicher Arbeit erstellt und im Oktober desselben Jahres eingeweiht. Bereits ein Jahr später erhielt die Hütte einen Anbau. Ein größerer Erweiterungsbau mit Keller folgte im Jahre 1976. 1985 wurde die Hütte umgebaut und um weitere Übernachtungsmöglichkeiten vergrößert.

## Anreise
- per Zug bis Beuron, Fridingen an der Donau, Lautlingen oder Spaichingen (ab hier per Fuß)
- per Bus bis direkt zum Wanderheim oder bis Nusplingen oder Bärenthal (ab hier per Fuß)
- per PKW bis direkt an die Hütte

## Zugänge
- von Nusplingen 1,5 km
- von Bärenthal – Irndorfer Hardt 9 km
- von Beuron – Irndorfer Hardt 13 km
- von Fridingen an der Donau 14 km
- von Lautlingen über die Hossinger Leiter – Hossingen – Unterdigisheim – Nusplingen 15 km
- von Spaichingen über den Dreifaltigkeitsberg – Böttingen – Königsheim – Bäratal 22 km

## Nachbarhütten und Übergänge
- zum Wanderheim Rauher Stein 12 km
- zur Lochenhütte 18 km
- zum Haus der Volkskunst 18 km
- zum Nägelehaus 35 km